# 中华人民共和国电信业
中华人民共和国电信业由四家公营企业寡占，即中国电信、中国联通、中国移动和中国广电。前三家公司重组于2008年5月，由信息产业部（MII）、国家发展与改革委员会（NDRC）和财政部监管。从那时起，这三家公司相继获得4G牌照并在中国大陸从事固网和移动通信等全业务。中国广电在国务院推进三网融合背景下，于2022年成为中国大陆第四大电信运营商。
因为2001年中华人民共和国加入了世界贸易组织（WTO），中华人民共和国必須開放国外运营商以某種程度进入中國大陸市场。最終入世协议书裡规定，国外电信企业不能单独运营基础电信业务、移动语音业务和各类增值服务业务，外资要进来就必须挑选一家本土运营商作为合作伙伴。因此到2011年底，除了韩国的SK電訊和英國的沃达丰的两次资本分别注入中國联通和中國移动外，国外电信运营商并未大幅參與中國大陸的電信市場。
早期大多数中国大陸人民移动通讯设备依賴進口。不過隨著中国大陸的制造商水平提高，逐漸擺脫進口依賴。中國大陸代表性通訊設備企业有华为科技和中兴通讯。他們還向南美洲、东南亚和非洲国家拓展市场，增加自己的市场份额。
截至2009年，华为科技预计将超过诺基亚西门子网络和Alcatel-Lucent成为全球第二大电信设备制造商。2012年3月，在中国大陸有2.843亿固定电话用户，10.1亿手机用户。

## 介绍
1998年底，中国农村地区的人口约占全国的70%，但电话数量仅占全国的20%。城市的电话密度達27.7%，农村的电话密度為2.85%。2001年，中國大陸电话密度为23%。从1997年至2002年，期间中华人民共和国电信企业的增长率约为20%。中华人民共和国固网电信和移动电话运营商在过去几年的平均投资了25亿美元的上网基础设施，这超过了所有西欧运营商的总和。结果，中华人民共和国成为世界上拥有最大的固定线路网络容量和移动网络用户数的国家。
为了兑现2001年12月11日中华人民共和国加入世界贸易组织的承诺，中华人民共和国将逐步对外国公司开放电信服务市场。

## 无线局域网
中华人民共和国固话电信运营商：中国电信、中国移动和中国联通，可能会通过他们的努力建设无线局域网网络，为客户提供快速和简单的无线网络。中华人民共和国固话电信运营商将继续在中华人民共和国推动FTTx和其他宽带接入技术。